# Polyclinum psammiferum
Polyclinum psammiferum är en sjöpungsart som beskrevs av Hartmeyer 1911. Polyclinum psammiferum ingår i släktet Polyclinum och familjen klumpsjöpungar. Inga underarter finns listade i Catalogue of Life.